# Österrike i olympiska vinterspelen 2006
Österrike deltog i olympiska vinterspelen 2006 med en trupp bestående av 73 idrottare i elva grenar.
Renate Götschl var fanbärare vid invigningen och Andreas Pröller vid avslutningen.

## Medaljer
Österrikes trupp vann följande medaljer:

### Guld
- Alpin skidåkning
  - Storslalom herrar: Benjamin Raich
  - Slalom herrar: Benjamin Raich
  - Störtlopp damer: Michaela Dorfmeister
  - Super-G damer: Michaela Dorfmeister

- Rodel
  - Dubbel: Andreas Linger & Wolfgang Linger

- Nordisk kombination
  - Lag: Michael Gruber, Mario Stecher, Felix Gottwald, Christoph Bieler
  - Sprint: Felix Gottwald

- Backhoppning
  - Stora backen: Thomas Morgenstern
  - Lagtävling: Andreas Kofler, Martin Koch, Thomas Morgenstern, Andreas Widhölzl

### Silver
- Nordisk kombination
  - Distans: Felix Gottwald

- Alpin skidåkning
  - Störtlopp damer: Michael Walchhofer
  - Slalom damer: Nicole Hosp
  - Slalom herrar: Reinfried Herbst

### Brons
- Alpin skidåkning
  - Slalom herrar: Rainer Schönfelder
  - Slalom damer: Marlies Schild
  - Kombination herrar: Rainer Schönfelder

- Längdskidåkning
  - 50 km herrar: Michail Botvinov